# De Blokker

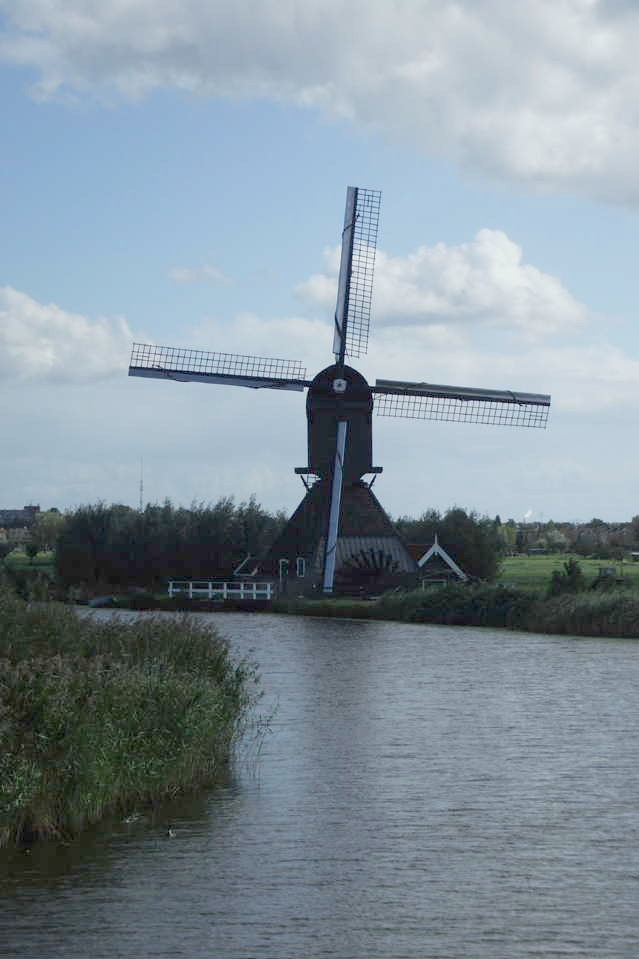
Cối xay gió xoay chuyển De Blokker

Cối xay gió De Blokker của Blokweerse là một trong số 19 cối xay gió tại Kinderdijk. Trái ngược với 18 cối xay gió còn lại thì nó không nằm trên phần đất của làng Kinderdijk thuộc Molenlanden mà là trong ranh giới của đô thị Alblasserdam lân cận. Đây là một cối xay gió đặc biệt khi toàn bộ phần trên bao gồm cả quạt gió có thể xoay quanh một trụ được cố định thẳng đứng được giữ bởi một cấu trúc hình chóp ở dưới. Mặc dù trông từ xa chúng khá nhỏ vì "eo" nhỏ nhưng thực tế hai phần của loại cối xay gió này có kích thước đáng nể.
Ngay từ thời Trung cổ thì tại địa điểm này đã có một cối xay gió. Nó bị phá hủy trong Chiến tranh Tám Mươi Năm bởi quân đội Tây Ban Nha. Cối xay gió hiện tại có từ thế kỷ 17. Một phần của nó sau đó bị cháy vào ngày 27 tháng 7 năm 1997 và quá trình phục hồi diễn ra vào năm 2001. Nó có chức năng thoát nước ra khỏi đất lấn biển Alblasserwaard.